# Bálvány (hegy)
A Bálvány a Bükk-vidék negyedik legmagasabb hegye, amely 956 méter tengerszint feletti magasságával csak 4 méterrel marad el a Szilvási-kőtől. Magyarországon a 8. legmagasabb a hegycsúcsok magasság szerinti sorrendjében.

## Fekvése
A hegység és a Bükk-fennsík északnyugati oldalán található, közigazgatásilag Bánkúthoz tartozik, a környéken számos sípálya található. A vidéket számtalan turistaút szeli át, köztük az Országos Kéktúra is, amelyeken a hegy tetejére is könnyen fel lehet jutni.
A szomszédos Felső-Borovnyák csúcson (945 m) egy NATO-lokátor található, amely uralja az egész tájat, gyakorlatilag a fennsík egész pontjáról belátható.

## A csúcs
A Bálvány neve a pogány korra utal. Rajta a rádióadó mellett fémkilátót építettek (Petőfi-kilátó), amiről csodás körpanoráma tárul elénk.